# Corbin Strong
Corbin Strong (Invercargill, 30 april 2000) is een Nieuw-Zeelands baan- en wegwielrenner die sinds 2022 rijdt voor Israel-Premier Tech. Zijn broer Hayden is eveneens wielrenner.

## Carrière
In 2018 maakte Strong deel uit van de ploeg die tijdens de Wereldkampioenschappen baanwielrennen voor junioren de ploegenachtervolging won. In 2019 won hij de puntenkoers tijdens  de Oceanische kampioenschappen baanwielrennen. Tijdens de Wereldkampioenschappen baanwielrennen van 2020 in Berlijn was hij de beste op de puntenkoers, nadat hij eerder op dat toernooi al een tweede plaats had gehaald op de ploegenachtervolging.

## Palmares

### Baanwielrennen
| Jaar     | NK                                                                                     | OK                                                    | WK                                      | Overig                                       |
| Junioren | Junioren                                                                               | Junioren                                              | Junioren                                | Junioren                                     |
| -------- | -------------------------------------------------------------------------------------- | ----------------------------------------------------- | --------------------------------------- | -------------------------------------------- |
| 2017     | puntenkoers · teamsprint · omnium · achtervolging · scratch                            |                                                       | ploegenachtervolging                    |                                              |
| 2018     |                                                                                        | achtervolging · omnium · koppelkoers · puntenkoers    | ploegenachtervolging                    |                                              |
| Elite    |                                                                                        |                                                       |                                         |                                              |
| 2016     |                                                                                        | 6e koppelkoers                                        |                                         |                                              |
| 2017     | koppelkoers                                                                            |                                                       |                                         |                                              |
| 2018     |                                                                                        |                                                       |                                         |                                              |
| 2019     | puntenkoers · ploegenachtervolging · koppelkoers · scratch · omnium · 8e achtervolging | puntenkoers · 4e omnium · 5e scratch · 6e koppelkoers | 8e ploegenachtervolging 17e 1km tijdrit |                                              |
| 2020     | puntenkoers · 3e koppelkoers · 3e omnium                                               |                                                       | puntenkoers · ploegenachtervolging      |                                              |
| 2021     | puntenkoers · 4e scratch · 5e achtervolging · 6e 1km tijdrit                           |                                                       | 7e puntenkoers 9e koppelkoers           | Olympische Spelen: 11e koppelkoers           |
| 2022     | omnium · koppelkoers                                                                   |                                                       | afvalkoers · 4e puntenkoers             | Gemenebestspelen: · scratch · 8e puntenkoers |

### Wegwielrennen
2019
Jongerenklassement Ronde van Korea
Jongerenklassement Ronde van Kumano
Puntenklassement Ronde van Ijen
2020
Jongerenklassement New Zealand Cycle Classic
2022
1e etappe Ronde van Groot-Brittannië
2023
1e etappe Ronde van Luxemburg
2024
2e etappe Ronde van Wallonië
Ronde van Veneto
2025
1e etappe Ronde van Wallonië
Eind- en puntenklassement Ronde van Wallonië
1e etappe Arctic Race of Norway
Eind-, en punten- en jongerenklassement Arctic Race of Norway

#### Resultaten in voornaamste wedstrijden
| Jaar | Ronde van Italië | Ronde van Frankrijk | Ronde van Spanje |
| ---- | ---------------- | ------------------- | ---------------- |
| 2022 |                  |                     |                  |
| 2023 |                  | 90e                 |                  |
| 2024 |                  |                     | opgave           |
| 2025 | 96e              |                     |                  |

| Jaar | Milaan-San Remo | Gent-Wevelgem | Ronde van Vlaanderen | Amstel Gold Race | Ronde van Lombardije |  | WK op de weg |
| ---- | --------------- | ------------- | -------------------- | ---------------- | -------------------- |  | ------------ |
| 2022 |                 |               |                      |                  | 87e                  |  |              |
| 2023 | 86e             |               |                      | opgave           |                      |  | opgave       |
| 2024 | 17e             | 17e           | 48e                  | 96e              |                      |  |              |
| 2025 | 12e             |               | 50e                  | 65e              |                      |  |              |

#### Resultaten in kleinere rondes
| Jaar | Tour Down Under | Tirreno-Adriatico | Ronde van Catalonië | Ronde van Romandië |
| ---- | --------------- | ----------------- | ------------------- | ------------------ |
| 2022 |                 |                   | opgave              | opgave             |
| 2023 | 28e             |                   | 94e                 |                    |
| 2024 | opgave          | 42e               |                     |                    |
| 2025 | 21e             |                   | 49e                 |                    |

## Ploegen
- 2019 –  St George Continental Cycling Team
- 2020 –  SEG Racing Academy
- 2021 –  SEG Racing Academy
- 2022 –  Israel-Premier Tech
- 2023 –  Israel-Premier Tech
- 2024 –  Israel-Premier Tech
- 2025 –  Israel-Premier Tech

Berwick · Calder · Cameron · Cavanagh · Dinham · Dutton · Gandy · Hubbard · Kennett · Law · Quick · Reardon · Strong · Vink · Wiggins · Zenovich
Barbier · Berwick · Bevin · Biermans · Boivin · Brändle · Cataford · Clarke · De Marchi · Dowsett · Einhorn · Froome · Fuglsang · Goldstein · Hagen · Hermans · Hollenstein · Houle · Impey · Jones · Neilands · Niv · Nizzolo · Piccoli · Sagiv (tot 3/8) · Strong · Teuns (vanaf 5/8) · Van Asbroeck · Vanmarcke · Woods · Würtz Schmidt · Zabel · Riccitello (stagiair)
Berwick · Boivin · Clarke · Einhorn · Frigo · Froome · Fuglsang · Gee · Goldstein · Hermans · Hollenstein · Hollyman · Houle · Impey · Jones · Neilands · Nizzolo · Pozzovivo (vanaf 6/3) · Reynders · Riccitello · Sagiv · Schultz · Strong · Teuns · Van Asbroeck · Vanmarcke (tot 7/7) · Williams · Woods · Würtz Schmidt · Zabel · Gilmore (stagiair) · Sheehan (stagiair)
Ackermann · Bennett · Blackmore (vanaf 3/5) · Boivin · Clarke · Einhorn · Frigo · Froome · Fuglsang · Gee · Hofstetter · Hollyman · Houle · Kogut · Neilands · Pickrell · Raisberg · Riccitello · Sagiv · Schultz · Schwarzmann · Sheehan · Stewart · Strong · Teuns · Van Asbroeck · Vernon · Williams · Woods · Würtz Schmidt · Zabel (tot 2/5) · Brown (stagiair)